# Władysław Anczyc
Władysław Marceli Anczyc (ur. 17 października 1894 w Krakowie, zm. w kwietniu 1940 w Charkowie) – polski współwłaściciel drukarni, filolog, muzykolog, pianista, geolog oraz taternik, działacz sportowy i kapitan Wojska Polskiego, ofiara zbrodni katyńskiej.

## Życiorys
Wnuk poety, dramatopisarza, wydawcy oraz tłumacza Władysława Ludwika oraz syn drukarza, działacza oświatowego Wacława Zygmunta i Walerii z Heggenbergerów (1874–1941), brat Zofii (1897–1965), po mężu Trzebickiej.
Ukończył studia polonistyczne (na Wydziale Filozoficznym Uniwersytetu Jagiellońskiego) i muzyczne (m.in. w Konserwatorium Towarzystwa Muzycznego u Władysława Żeleńskiego) oraz kształcił się w lipskiej szkole drukarskiej. Był również absolwentem austriackiej szkoły oficerskiej i w latach I wojny światowej (1914–1918) służył w armii austriackiej. Został mianowany podporucznikiem rezerwy artylerii fortecznej z dniem 1 stycznia 1916. Do 1918 był przydzielony do pułku artylerii fortecznej nr 2.
W 1918 został przyjęty do Wojska Polskiego z przydziałem do Stacji Zbornej i Uzupełnień w Krakowie i brał udział w działaniach na froncie wschodnim (m.in. w obronie Lwowa), gdzie został w 1919 ranny. Awansowany do stopnia kapitana ze starszeństwem z dniem 1 kwietnia 1920, przydzielony do Okręgu Korpusu Nr V.
W 1920 uzyskał stopień doktora muzykologii. W latach 1924–1926 był zatrudniony w Bibliotece Jagiellońskiej. W 1928 był wiceprezesem Sekcji Taternickiej AZS w Krakowie i wioślarzem sekcji wioślarskiej tego klubu. W 1930 współuczestniczył w I wejściu północno-wschodnią granią Małego Młynarza. W 1935 wraz ze Stanisławem Krystynem Zarembą dokonali II wejścia na Basztową Przełęcz od Doliny Mięguszowieckiej, przy okazji rewidując (obniżając) stopień trudności tego przejścia dokonanego w 1905 przez Zygmunta Klemensiewicza i Jerzego Maślankę. W latach 1938–1939 zarządzał odziedziczoną po śmierci ojca drukarnią.
Zmobilizowany we wrześniu 1939. Po agresji ZSRR na Polskę dostał się do niewoli sowieckiej. Przebywał w obozie w Starobielsku. Wiosną 1940 został zamordowany przez funkcjonariuszy NKWD w Charkowie i pogrzebany potajemnie w bezimiennej mogile zbiorowej w Piatichatkach, gdzie od 17 czerwca 2000 mieści się oficjalnie Cmentarz Ofiar Totalitaryzmu w Charkowie. Figuruje na Liście Starobielskiej NKWD pod poz. 17.
Na grobowcu rodzinnym na Cmentarzu Rakowickim w Krakowie (kwatera PAS AB-po prawej-Drużbackich) znajduje się płyta poświęcona jego pamięci.
5 października 2007 minister obrony narodowej Aleksander Szczygło mianował go pośmiertnie na stopień majora. Awans został ogłoszony 9 listopada 2007 w Warszawie, w trakcie uroczystości „Katyń Pamiętamy – Uczcijmy Pamięć Bohaterów”.

## Ordery i odznaczenia
- Brązowy Medal Zasługi Wojskowej na wstążce Krzyża Zasługi Wojskowej z mieczami (Austro-Węgry)[7]
- Krzyż Wojskowy Karola (Austro-Węgry)[7]